# Giovanni Antiga
 (septembre 2016).
Si vous disposez d'ouvrages ou d'articles de référence ou si vous connaissez des sites web de qualité traitant du thème abordé ici, merci de compléter l'article en donnant les références utiles à sa vérifiabilité et en les liant à la section « Notes et références ».
Giovanni Antiga, né à Miane, dans la province de Trévise, en Vénétie, le 29 juillet 1878 et mort le 11 juillet 1960 à Nice, est un compositeur et organiste italien du XXe siècle.

## Biographie
Très jeune, il a étudié au Conservatoire Verdi de Milan, sous la direction du célèbre violoniste et compositeur Antonio Bazzini. Puis il est allé au lycée musical Rossini à Pesaro, où il a étudié sous la direction de Charles Predotti et Pietro Mascagni. À dix-huit ans, il obtient le diplôme de violon avec comme professeur Raffaele Frontali. Deux ans plus tard, il obtient son diplôme de piano au Conservatoire de Milan avec le professeur Erminia Foltran Carpenè, une élève de Buonamici et Ferruccio Busoni et fondatrice de l'École de Piano de Conegliano.
En 1900, il a été embauché comme accompagnateur en France. Il rencontré le compositeur Jules Massenet. Il est ensuite nommé en tant que directeur et organiste à la cathédrale de Grasse. Il connaît personnellement plusieurs personnalités musicales: outre Massenet précité, Debussy, Ravel, Bartok, Messager, Gabriele D'Annunzio et Toti Dal Monte.
En 1911, il déménage à Nice. Il devient l'organiste de l'église de Saint-Joseph. Il se consacre à l'enseignement ainsi qu'à la composition de plusieurs œuvres pour piano, violon et piano et pour petit orchestre. Il a donné des cours de piano à Henri Betti à la fin des années 1920.
Par la volonté de ses héritiers, le 10 juin 2011, ses restes ont été transférés de Nice, sa ville d'adoption, jusqu'à son lieu de naissance, Miane.

## Œuvres
- Impressioni al Carmine (piccola suite)
- Campane a festa
- Presso una fontanella
- Ninna Nanna
- Raggi di luna sul mare
- Campane di Roma
- Contemplando un Crocifisso del Brustolon a S. Fior
- Canto d'Amore
- Piccola raccolta di impressioni giovanili
- Riduzioni di composizioni classiche per le piccole mani
- Sulla tomba di un eroe
- La visione del Cadore
- Le foglie d'autunno
- Il canto del montanaro
- La canzone nostalgica
- Il tramonto del sole
- Trot des cavaliers
- Boîte à musique
- Le fontane di camurei (valzer capriccioso)
- Je t'amerai toujours (dedicato alla Patria)
- Dance roustique
- Il Piave (poema sinfonico)
- Sulle rive del Piave (stornello)
- Polonaise
- Suonata per piano e violino
- Tarantella napoletana
- Ricordi di Spagna
- Cinque pezzetti romantici
- Exercices du meccanisme et de vélocité
- " Les Gouttelettes"